# 嵩山少林武术职业学院
嵩山少林武术职业学院位于河南省登封市，是中国第一所专门以培养武术技能为主及复合型、应用型人才相结合的全日制民办普通高等职业学院。学院始建于2004年，是中国国家汉语国际推广少林武术基地，承担国际学生夏令营接待、全球孔子学院武术巡演、中国武术类师资培训、“汉语和武术”关联教材的研发等任务。与华北水利水电大学和郑州大学等院校合作开展本科教育。嵩山少林武术职业学院共拥有4个院系2个部门、30多个专科专业和14个本科专业。